# Marwan Kabha
Marwan Kabha (in ebraico מרואן קבהא‎?; Ar'ara, 23 febbraio 1991) è un calciatore israeliano, centrocampista dell'Hapoel Umm al-Fahm.

## Carriera

### Club

#### Maccabi Petah Tiqwa
Kabha ha cominciato la carriera con la maglia del Maccabi Petah Tiqwa, formazione per cui ha esordito nella Ligat ha'Al in data 24 aprile 2010, schierato titolare nella vittoria per 3-1 sul Maccabi Netanya. Il 17 settembre 2011 ha realizzato la prima rete, nel pareggio per 1-1 contro lo Hapoel Petah Tiqwa.

### Nazionale
Kabha è stato convocato nella Nazionale israeliana Under-21 dal commissario tecnico Guy Luzon, in vista del campionato europeo di categoria 2013.

## Statistiche

### Presenze e reti nei club
Statistiche aggiornate al 26 settembre 2017.
| Stagione        | Squadra         | Campionato      | Campionato | Campionato | Coppe nazionali | Coppe nazionali | Coppe nazionali | Coppe continentali | Coppe continentali | Coppe continentali | Altre coppe | Altre coppe | Altre coppe | Totale | Totale |
| Stagione        | Squadra         | Comp            | Pres       | Reti       | Comp            | Pres            | Reti            | Comp               | Pres               | Reti               | Comp        | Pres        | Reti        | Pres   | Reti   |
| --------------- | --------------- | --------------- | ---------- | ---------- | --------------- | --------------- | --------------- | ------------------ | ------------------ | ------------------ | ----------- | ----------- | ----------- | ------ | ------ |
| 2015-2016       | Maribor         | 1.SNL           | 30         | 1          | CS              | 4               | 2               | UCL                | 2                  | 0                  | SS          | 1           | 0           | 37     | 3      |
| 2016-2017       | Maribor         | 1.SNL           | 20         | 1          | CS              | 3               | 1               | UEL                | 5                  | 0                  | -           | -           | -           | 28     | 2      |
| 2017-2018       | Maribor         | 1.SNL           | 7          | 0          | CS              | 0               | 0               | UCL                | 8                  | 0                  | -           | -           | -           | 15     | 0      |
| Totale Maribor  | Totale Maribor  | Totale Maribor  | 57         | 2          |                 | 7               | 3               |                    | 15                 | 0                  |             | 1           | 0           | 80     | 5      |
| Totale carriera | Totale carriera | Totale carriera | 57         | 2          |                 | 7               | 3               |                    | 15                 | 0                  |             | 1           | 0           | 80     | 5      |

## Palmares

### Club

#### Competizioni nazionali
- Coppa di Slovenia: 1

Maribor: 2015-2016
- Campionato sloveno: 1

Maribor: 2016-2017
- Coppa d'Israele: 1

Hapoel Be'er Sheva: 2019-2020